# 이재민 (야구 선수)
이재민(1999년 12월 27일 ~ )은 전 KBO 리그 한화 이글스의 투수이다.

## 한화 이글스시절
2022년에 입단하였다. 2022년 6월 9일 두산 베어스와의 경기에 구원 등판하며 데뷔 첫 경기를 치렀고, 경기에서 1.2이닝 5실점을 기록했다. 2023년 10월에 방출됐다.

## 출신 학교
- 고양화수초등학교 (덕양구리틀)
- 양천중학교
- 상우고등학교
- 호원대학교